# Cratinos
Cratinus (sau Cratinos) (n. 519 î.Hr. – d. 421 î.Hr.) a fost un poet comic elin.
Comediile sale se adresau celor aflați la putere în acea perioadă.
La bătrânețe, devine rival al tânărului Aristofan.

## Opera
Cea mai valoroasă operă a lui Cratinos este Pytine ("Sticla").
Printre alte scrieri menționăm:
- Archilochoi, "Archilochuses"(c. 448 BC)
- Boukoloi ("Bousiris")
- Deliades ("Femeile din Delos")
- Dedaskaliai
- Drametides ("Producții dramatice")
- Empipramenoi sau Idaioi ("Oamenii în flăcări")
- Euneidai
- Thrattai ("Femeile din Tracia")
- Kleoboulinai
- Lakones
- Malthakoi
- Nemesis
- Nomoi
- Odysseis ("Odiseus")
- Panoptai
- Pylaia ("Întâlnirea de la Pylae")
- Ploutoi ("Zeii bogăției")
- Satyroi ("Satirii")
- Seriphioi ("Oamenii din Seriphus")
- Trophonios
- Cheimazomenoi.

Comediile sale se caracterizează prin inventivitate dramatică, malițiozitate, dar și lirism.